# Слејв Лејк (Алберта)
Слејв Лејк (енгл. Slave Lake) је варошица у северном делу канадске провинције Алберта, у оквиру статистичке регије Северна Алберта. Насеље се налази на југоисточној обали Малог ропског језера, на месту где из језера истиче Мала ропска река, на надморској висини од 980 метара. 
Дејвид Томпсон је био први Европљанин који је истраживао ово подручје 1799. године. Убрзо по томе су око језера основане бројне трговачке станице за трговину крзнима. Почетком 20. века на месту где Мала ропска река истиче из језера основано је малено насеље Соуриџ које је почетком тридесетих година прошлог века велика поплава у потпуности уништила. Ново насеље Слејв Лејк је основано 5 км јужније на нешто вишем терену да би се избегле будуће опасности од поплава. 
Насеље Слејв Лејк је 1961. добило статус села и тада је имало 500 становника, а статус варошице добило је 1965. године.
Велики пожар који је захватио околину 15. маја 2011. нанео је велике штете и самом насељу. У пожару је уништена готово трећина свих грађевина у вароши.
Према подацима пописа становништва из 2011. у варошици је живело 6.782 становника, што је за 1,2% више у односу на 6.703 житеља колико је регистровано приликом пописа 2006. године.

## Становништво
| 1996. | 2001. | 2006. | 2011. | 2016. |
| ----- | ----- | ----- | ----- | ----- |
| 6.553 | 6.600 | 6.703 | 6.782 | 6.651 |